# Toni Braxton
Toni Michelle Braxton (Severn, 7 ottobre 1967) è una cantante e attrice statunitense.
Salita alla ribalta nei primi anni novanta grazie al successo del disco di debutto Toni Braxton registrato nel 1993 e di hit come Another Sad Love Song e Breathe Again, la cantante ha consolidato il suo successo col secondo album Secrets, che ha venduto 15 milioni di copie in tutto il mondo; la sua voce da contralto assoluto, bassa, corposa e profonda, l'ha resa riconoscibile in tutto il mondo.
Negli anni 2000 la popolarità dell'artista ha subito un forte calo, seguito delle scarse vendite di alcuni suoi album; l'ultimo successo mondiale di Braxton risale a He Wasn't Man Enough del 2000, singolo tratto dal suo terzo album The Heat. Nella sua carriera Braxton ha vinto sette Grammy Awards e venduto più di 70 milioni di dischi in tutto il mondo. Il 4 maggio 2010 ha pubblicato il suo settimo album in studio, Pulse, per la Atlantic Records. Nel 2014 ha realizzato un album con Babyface, Love, Marriage & Divorce, vincitore di un Grammy Award come miglior album R&B.

## Biografia
Cresciuta in un ambiente severo, Braxton coltiva la sua passione per la musica nel coro della chiesa di suo padre Michael, pastore metodista. Verso la fine degli anni ottanta Toni e le sue quattro sorelle (Traci, Trina, Towanda e Tamar) iniziano ad esibirsi col nome The Braxtons e vengono messe sotto contratto dall'Arista Records. Il loro singolo di debutto Good Life viene pubblicato nel 1990 e nonostante non sia un grande successo commerciale, la voce da contralto di Toni attira l'attenzione di L.A. Reid e Babyface che la fanno firmare per la loro etichetta LaFace Records.

### 1992-1998:Toni BraxtoneSecrets
Nel 1992, Toni Braxton pubblica il suo primo singolo da solista Love Shoulda Brought You Home, brano inizialmente scritto da Babyface per Anita Baker e incluso nella colonna sonora di Il principe delle donne, film con Eddie Murphy. Della stessa colonna sonora fa parte Give U My Heart, un duetto tra Braxton e il suo produttore Babyface.
Il 13 luglio 1993 esce il suo primo album eponimo. Prodotto da Babyface, L.A. Reid e Daryl Simmons, l'album vende circa 10 milioni di copie in tutto il mondo e raggiunge il numero uno nella Billboard 200. Dall'album vengono estratti ben sette singoli: oltre a Love Shoulda Brought You Home, vengono pubblicati in ordine di tempo i brani Another Sad Love Song, Breathe Again, Seven Whole Days, You Mean the World to Me I Belong to You e How Many Ways.
L'album viene certificato 8 volte disco di platino negli Stati Uniti e vince numerosi riconoscimenti, tra cui tre Grammy Award (uno come "Miglior artista esordiente" e due consecutivi come "Miglior interpretazione vocale R&B femminile") e tre American Music Award (due nel 1994 per "Miglior artista esordiente Soul/R&B" e "Miglior artista nella categoria New Adult Contemporary" e uno nel 1995 come "Miglior album Soul/R&B").
Nel giugno del 1996 viene pubblicato Secrets, il secondo album di Toni Braxton. Il disco, oltre ai soliti L.A. Reid e Babyface, presenta produzioni di artisti come R. Kelly, David Foster, Tony Rich e come l'album precedente di Toni, viene certificato 8 volte disco di platino negli Stati Uniti, totalizzando nel mondo 15 milioni di copie vendute.
Il brano You're Makin' Me High, prodotto da Babyface e Bryce Wilson, diventa il primo singolo di Toni a raggiungere la prima posizione nella classifica Billboard Hot 100 mentre l'album conquista la seconda posizione nella’Billboard 200. Il secondo singolo estratto Un-Break My Heart, brano scritto da Diane Warren, diventa una hit in tutto il mondo, top 10 anche in Italia e fa di Toni una della cantanti di maggior successo del momento. Dal disco vengono estratti ulteriori due singoli, il doppio I Don't Want To-I Love Me Some Him e How Could an Angel Break My Heart, quest'ultimo in collaborazione con il sassofonista Kenny G.
Grazie al suo secondo album, Toni Braxton viene insignita di nuovi premi: due Grammy Awards (come "Miglior interpretazione vocale femminile pop" e "Miglior interpretazione vocale R&B femminile") e due American Music Award (come "Miglior artista femminile Soul/R&B" e "Miglior album Soul/R&B").

### 1999-2001:The HeateSnowflakes

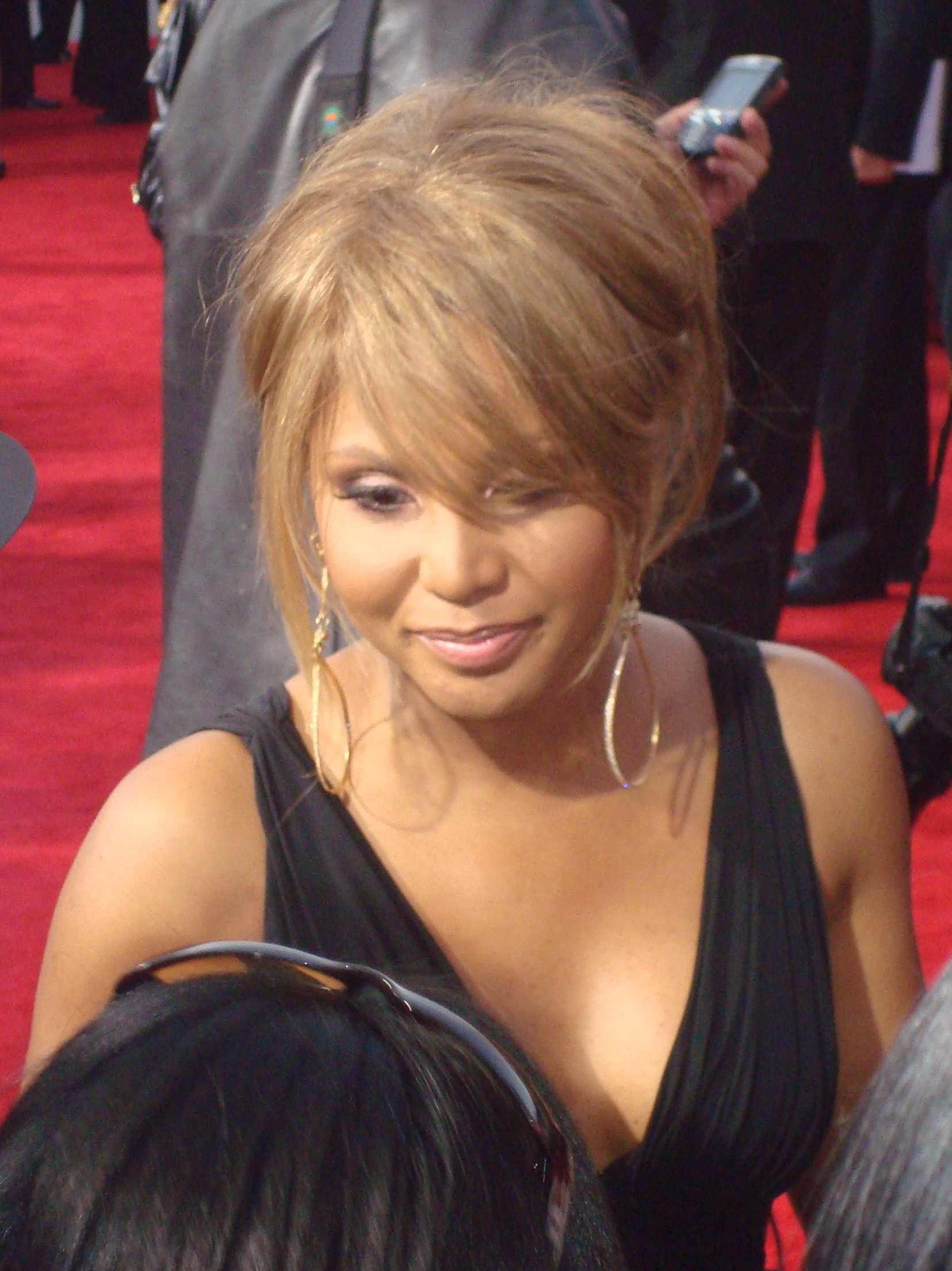
Toni Braxton agli American Music Awards 2009.

Il 25 aprile 2000, dopo 4 anni di assenza, Toni Braxton pubblica il suo nuovo e terzo lavoro The Heat. Il singolo che anticipa l'album è il brano He Wasn't Man Enough, che raggiunge la seconda posizione nella Billboard Hot 100 e il cui video, che vede la partecipazione dell'attrice Robin Givens, viene nominato per due MTV Video Music Awards.
Per il suo terzo album Toni si affida alle produzioni di Babyface, David Foster, Rodney "Darkchild" Jerkins e Keri Lewis, dando comunque il proprio contributo nella scrittura e nella produzione di molti dei brani inclusi nel disco. Il brano Gimme Some vede anche la collaborazione di Lisa "Left Eye" Lopes delle TLC. Il secondo singolo estratto è il brano Just Be a Man About It, con la partecipazione del rapper e produttore Dr. Dre, a cui seguiranno i singoli Spanish Guitar e Maybe.
The Heat viene certificato doppio disco di platino negli Stati Uniti, vendendo 3 milioni di copie nel mondo. A riconoscimento del suo ultimo album Toni Braxton riceve l'Aretha Franklin Award ai Soul Train Lady of Soul Awards, vince il suo sesto Grammy Award in carriera come "Miglior interpretazione vocale R&B femminile" per il brano He Wasn't Man Enought e conquista un nuovo American Music Award nel 2001.
Il 21 aprile 2001 la cantante sposa Keri Lewis, tastierista della band Mint Condition da cui avrà due figli: Denham Cole, nato nello stesso anno, e Diesel Ky, nato nel 2003. Quest'ultimo, affetto da autismo, porta Toni ad impegnarsi nella causa e diventare portavoce per l'associazione Autism Speaks.
Sempre nel 2001 Toni Braxton pubblica il suo primo album natalizio e quarto disco in assoluto, intitolato Snowflakes. L'album contiene alcuni classici natalizi e nuovi brani originali, con la partecipazione del cantante giamaicano Shaggy nel brano Christmas in Jamaica.

### 2002-2004:More Than a Woman
Nel novembre 2002 Toni Braxton pubblica il suo quarto lavoro More Than a Woman che venderà 800 000 copie in tutto il mondo, rivelandosi il più deludente risultato di Braxton per quanto riguarda le vendite. Dall'album viene estratto come singolo il brano Hit the Freeway, prodotto da Pharrell Williams con la partecipazione del rapper Loon.
Nel 2003 Toni lascia l'Arista, etichetta con cui aveva lavorato fin dal suo esordio, firmando un contratto con la Blackground Records, casa discografica della quale ha fatto parte anche Aaliyah.
Dopo pochi mesi Toni Braxton viene colpita da un infarto sul palco dell'opera teatrale che stava rappresentando a Broadway. Nel frattempo la sua vecchia casa discografica (LaFace / Arista) pubblica alcune raccolte della cantante, tra cui Ultimate Toni Braxton nel 2003, Platinum & Gold Collection nel 2004 e Un-Break My Heart: The Remix Collection nel 2005.

### 2005-2007:Libra
Il 27 settembre 2005 viene pubblicato Libra, quinto album in studio di Toni, il cui titolo richiama il segno della bilancia sotto il quale lei è nata. Libra raggiunge il 4º posto della classifica Billboard 200 e il 2º di quella R&B vendendo 114 000 copie nella prima settimana di pubblicazione. Il disco, distribuito in Italia dalla Edel Music, contiene 3 bonus track non presenti nell'edizione americana.
Libra vende meno copie anche del precedente album More Than a Woman, complice anche l'esigua promozione del disco da parte della Blackground Records. Risale a febbraio 2006 l'uscita, nella sola edizione europea, di un nuovo singolo intitolato Suddenly, che vede la partecipazione del trombettista e compositore Chris Botti.
Nel mese di giugno Toni pubblica il singolo The Time of Our Lives, inno ufficiale dei Mondiali di calcio 2006, cantato con il gruppo britannico Il Divo. Il brano diventa una hit in Germania e in Svizzera e viene eseguito durante le cerimonie di apertura e chiusura dei mondiali. Da metà 2006, fino al mese di agosto del 2008, Toni viene ingaggiata per uno show al Flamingo, uno dei locali più prestigiosi di Las Vegas, dove la cantante si esibisce sei giorni a settimana.
Nel mese di gennaio del 2007 Toni cita in tribunale la Blackground Records e il suo capo Barry Hankerson: al termine della causa il suo contratto con la casa discografica viene sciolto.

### 2008-2010:Pulse
Nel 2008 Toni Braxton firma per la Atlantic Records, etichetta con cui lancia il suo sesto album, Pulse, pubblicato negli Stati Uniti il 4 maggio 2010; entra al 9º posto della classifica statunitense. Il primo singolo, Yesterday, viene immesso in rete il 12 settembre 2009 ed è reso disponibile per il download il 29 settembre. Il video di Yesterday, nella versione remix con Trey Songz, viene invece pubblicato il 20 novembre. e successivamente viene pubblicato anche un video per la versione solista del brano.
Nel mese di novembre, Toni Braxton annuncia di essersi separata da suo marito Keri Lewis. Nel febbraio 2010 collabora al singolo di beneficenza per le popolazioni terremotate di Haiti We Are the World 25 for Haiti, realizzato insieme a molti altri artisti quali Jennifer Hudson, Janet Jackson, Barbra Streisand, Pink (cantante), Céline Dion, Fergie e Akon.
Il secondo e terzo singolo estratti da Pulse sono Make My Heart e Hands Tied. I due brani vengono pubblicati il 29 gennaio sul sito ufficiale di Toni Braxton e i relativi video, girati a marzo, vengono presentati in anteprima il 13 e il 14 aprile.. Make My Heart viene inserita, opportunamente adattata in simlish, nella colonna sonora di The Sims 3: Ambitions. Nell'autunno 2010, Toni Braxton rivela di essere affetta da lupus eritematoso sistemico; si tratta del terzo caso nella sua famiglia, dopo lo zio (deceduto per le complicazioni della malattia) e il fratello.

### 2011-2014: iniziale ritiro eLove, Marriage & Divorce
Nel 2011 Toni Braxton ha firmato un nuovo contratto con il team di produzione di Los Angeles "The Collective", interrompendo la collaborazione con il manager Vincent Herbert, che è anche il marito di sua sorella Tamar, e ha confermato che sta lavorando al suo settimo album con L.A. Reid. La cantante ha pubblicato un singolo intitolato I Heart You il 9 marzo e ha raggiunto il primo posto della classifica dance americana.
Nel 2011 viene annunciata la serie televisiva sulla famiglia Braxton, intitolata Braxton Family Values.
Nel febbraio 2013 afferma di volersi ritirare dalle scene musicali per focalizzarsi sul cinema, ma a giugno annuncia di essere rientrata in studio con Babyface per realizzare un intero album di collaborazioni. Anticipato dalla canzone Hurt You, il disco è uscito il 4 febbraio 2014 ed è intitolato Love, Marriage & Divorce. L'8 febbraio 2015 i due hanno vinto un Grammy al miglior album R&B per il progetto.

### 2015-presente: film, nuovi progetti e l'albumSpell My Name
Nell'ottobre 2015 il gruppo tutto al femminile The Braxtons, ha pubblicato il suo secondo album in studio Braxton Family Christmas, il primo natalizio. Per il quintetto composto da Toni, Traci, Towanda, Trina e Tamar si tratta di un ritorno alla produzione discografico insieme dopo l'album So Many Ways, uscito nel 1996. Nel 2015 è stato prodotto un film biografico, uscito nel gennaio 2016, intitolato Toni Braxton: Unbreak My Heart, diretto da Vondie Curtis-Hall. Il film è stato trasmesso in televisione da Lifetime.
Tra l'ottobre e il novembre 2016 l'artista ha intrapreso il The Hits Tour nel Nord America. Per alcuni giorni è stata ricoverata in ospedale a Los Angeles per complicazioni di un focolaio di lupus. Nel settembre 2017 è stato reso disponibile il singolo Deadwood, primo estratto dal suo ottavo album in studio Sex & Cigarettes, che viene pubblicato il 23 marzo 2018 dalla Def Jam Recordings. L'album ha ricevuto principalmente recensioni positive dalla critica musicale, e ha debuttato alla posizione 22 della Billboard 200. È stato nominato per tre Grammy Award, tra cui miglior album R&B.
Ad aprile 2020, Toni Braxton annuncia di aver firmato un contratto con la Island Records. Il primo singolo lanciato sotto la nuova etichetta è Do It, successivamente supportato anche da un remix ufficiale con Missy Elliott. Il 31 luglio successivo, Toni Braxton lancia il secondo singolo Dance e annuncia l'album Spell My Name, che viene poi pubblicato il 28 agosto. Nel 2021 viene scelta nel cast del programma televisivo The Masked Singer US.

## Discografia
- 1993 – Toni Braxton
- 1996 – Secrets
- 2000 – The Heat
- 2001 – Snowflakes
- 2002 – More Than a Woman
- 2005 – Libra
- 2010 – Pulse
- 2014 – Love, Marriage & Divorce (con Babyface)
- 2018 – Sex & Cigarettes
- 2020 – Spell My Name

## Filmografia

### Cinema
- Venga il tuo regno (Kingdom Come), regia di Doug McHenry (2001)
- The Oogieloves in the Big Balloon Adventure, regia di Matthew Diamond (2012)

### Televisione

#### Film TV
- Play'd: A Hip Hop Story, regia di Oz Scott (2002)
- La casa del custode, (Twist of Faith), regia di Paul A. Kaufman (2013)

#### Serie TV
- Kevin Hill, episodi 1x20 - 1x21 - 1x22 (2005)
- Braxton Family Values (2011-2020)

#### Programmi TV
- The Masked Singer US (2021) concorrente